# یورای کوکورا
یورای کوکورا (انگلیسی: Juraj Kukura؛ زادهٔ ۱۵ مارس ۱۹۴۷) بازیگر اهل کشور اسلواکی است.
از فیلم‌ها یا برنامه‌های تلویزیونی که وی در آن نقش داشته‌است می‌توان به هشدار برای کبرا ۱۱ اشاره کرد.